# Kodrolistnati ohrovt
Kodrolistnati ohrovt (znanstveno ime Brassica oleracea var. acephala) je varieteta zelenjave iz vrste kapusnic (Brassica oleracea), ki izvirajo iz evropsko atlanskega območja.
Ostali pomembnejši predstavniki te vrste so še: cvetača, brokoli, koleraba, glavnato zelje, rdeče zelje, brstični ohrovt in ohrovt.

## Opisi
Za razliko od drugih kapusnic kodrolistnati ohrovt ne tvori glavice, listi so na visokem steblu od 0,5 do 2m. Sorte s temnejšimi listi bolje prenašajo mraz, sušo in bolezni. Posamezne korenine sežejo do 2m globoko zato rastlina prenaša sušo in manj hranljiva tla.

## Priprava
Uporablja se za juhe, narastke, solate, enolončnice, sveže liste pa lahko stisnemo v sok ali zmiksamo v smoothie.

## Hranilna vrednost
| Kodrolistnati, kuhan, ožet, brez soli Hranilna vrednost na 100 g | Kodrolistnati, kuhan, ožet, brez soli Hranilna vrednost na 100 g |
| --- | ---------------------------------------------------------------- |
| Energija: 30 kcal 120 kJ |                                                                  |
| \| Ogljikovi hidrati: \| 5.63 g \| \| - sladkorji: 1.25 g \| \| \| - vlaknine: 2 g \| \| \| Maščobe: \| 0.4 g \| \| Beljakovine: \| 1.9 g \| \| Voda: \| 91.2 g \| \| Vitamin A ekviv. 681 μg \| 76% \| \| - β-karoten 8173 μg \| 76% \| \| Tiamin (vit. B1): 0.053 mg \| 4% \| \| Riboflavin (vit. B2) 0.07 mg \| 5% \| \| Niacin (vit. B3): 0.5 mg \| 3% \| \| Vitamin B6 0.138 mg \| 11% \| \| Folati (vit. B9): 13 μg \| 3% \| \| Vitamin C: 41 mg \| 68% \| \| Vitamin E: 0.85 mg \| 6% \| \| Vitamin K: 817 μg \| 778% \| \| Kalcij: 72 mg \| 7% \| \| Železo: 0.9 mg \| 7% \| \| Magnezij: 18 mg \| 5% \| \| Fosfor: 28 mg \| 4% \| \| Kalij: 228 mg \| 5% \| \| Natrij: 23 mg \| 2% \| \| Cink: 0.24 mg \| 2% \| |                                                                  |
| Link to USDA Database entry Odstotki so podani glede na ameriška priporočila za odrasle. Vir: USDA Nutrient database |                                                                  |
| Ogljikovi hidrati: | 5.63 g                                                           |
| - sladkorji: 1.25 g |                                                                  |
| - vlaknine: 2 g |                                                                  |
| Maščobe: | 0.4 g                                                            |
| Beljakovine: | 1.9 g                                                            |
| Voda: | 91.2 g                                                           |
| Vitamin A ekviv. 681 μg | 76%                                                              |
| - β-karoten 8173 μg | 76%                                                              |
| Tiamin (vit. B1): 0.053 mg | 4%                                                               |
| Riboflavin (vit. B2) 0.07 mg | 5%                                                               |
| Niacin (vit. B3): 0.5 mg | 3%                                                               |
| Vitamin B6 0.138 mg | 11%                                                              |
| Folati (vit. B9): 13 μg | 3%                                                               |
| Vitamin C: 41 mg | 68%                                                              |
| Vitamin E: 0.85 mg | 6%                                                               |
| Vitamin K: 817 μg | 778%                                                             |
| Kalcij: 72 mg | 7%                                                               |
| Železo: 0.9 mg | 7%                                                               |
| Magnezij: 18 mg | 5%                                                               |
| Fosfor: 28 mg | 4%                                                               |
| Kalij: 228 mg | 5%                                                               |
| Natrij: 23 mg | 2%                                                               |
| Cink: 0.24 mg | 2%                                                               |